# Канепи (волость)
Ка́непи (эст. Kanepi vald) — бывшая волость в уезде Пылвамаа, Эстония. После административно-территориальной реформы 2017 года вошла в состав новой волости Канепи.

## Населённые пункты
В волости были один посёлок (Канепи) и 21 деревня: Варбузе, Йыгехара, Йыкси, Каагвере, Каагна, Карсте, Койгера, Коорасте, Лаури, Магари, Нярапяэ, Пеэтримыйза, Пийганди, Пылгасте, Ребасте, Соодома, Сыресте.

## Достопримечательности
В зданиях бывшей почтовой станции деревни Варбузе располагается Эстонский дорожный музей.